# جیم بریور
جیم بریور (به انگلیسی: Jim Breuer) (زاده ۲۱ ژوئن ۱۹۶۷) استندآپ کمدین بازیگر آمریکایی است.
از فیلم‌های معروف او می‌توان به بازی در دیک اشاره کرد.